# Lucien Martinet
Lucien Martinet (3 de marzo de 1879-10 de junio de 1903) fue un deportista francés que compitió en remo.
Participó en los Juegos Olímpicos de París 1900, obteniendo una medalla de plata en la prueba de dos con timonel. Ganó dos medallas de oro en el Campeonato Europeo de Remo, en los años 1898 y 1900.

## Palmarés internacional
| Juegos Olímpicos   | Juegos Olímpicos | Juegos Olímpicos | Juegos Olímpicos |
| Año                | Lugar            | Medalla          | Prueba           |
| ------------------ | ---------------- | ---------------- | ---------------- |
| 1900               | París (Francia)  | Medalla de plata | Dos con timonel  |
| Campeonato Europeo |                  |                  |                  |
| Año                | Lugar            | Medalla          | Prueba           |
| 1898               | Turín (Italia)   | Medalla de oro   | Doble scull      |
| 1900               | París (Francia)  | Medalla de oro   | Dos con timonel  |